# 李金镛故居
31°39′13″N 120°14′41″E / 31.65373°N 120.24461°E
李金镛故居、又称李金镛宅，位于中华人民共和国江苏省无锡市惠山区堰桥街道石塘湾陡门村戴李巷17号，是江苏省文物保护单位。

## 特点
李金镛是清朝官员，因督办军饷和赈灾有功，为李鸿章器重。1881年、1887年，分别在吉林和黑龙江与沙俄交涉收回被占土地。1887年4月，在黑龙江筹建漠河金矿。因劳累过度，1890年去世。死后清廷准许其在漠河与无锡建祠祭祀。其故居位于陡门村。2004年，因邻居柴房起火烧毁四间房屋，但天井后房屋保留。2008年修复。2011年12月30日，江苏省人民政府认定其为江苏省文物保护单位。